# 김종태 (1949년)
김종태(金鍾泰, 1949년 3월 16일 ~ )는 대한민국의 군인, 정치인이다.
1972년부터 2010년까지 대한민국 육군에서 복무하였다. 제38대 국군기무사령부 사령관 등을 지냈으며, 2010년 중장으로 전역하였다. 제19·20대 국회의원을 지냈다.

## 학력
- 1962년 상주낙동국민학교 졸업
- 1965년 상주중학교 졸업
- 1968년 상주고등학교 졸업
- 1970년 경북대학교 행정학과 중퇴
- 1972년 육군3사관학교 6기 학사
- 1977년 육군보병학교 수료
- 1984년 국방대학교 행정학사 29기
- 1990년 5년제 한국방송통신대학교 경영학 학사
- 1992년 동국대학교 행정대학원 방위산업학 석사
- 1995년 영남대학교 대학원 행정학 석사
- 2011년 수원대학교 대학원 행정학 박사

## 경력
- 대한민국 육군 50보병사단 122연대장
- 대한민국 육군 제2야전사령부 관리처장
- 대한민국 육군 3사관학교 생도 대장
- 대한민국 육군 제15보병사단 사단장 보직해임
- 육군교육사령부 부사령관
- 국군기무사령부 사령관
- 청와대 국가안보총괄점검회의 위원
- 중앙대 행정학과 겸임교수
- 2012년 5월 ~ 2016년 5월: 제19대 국회의원 (경북 상주시)
- 2013년 7월 ~ 2015년 7월: 새누리당 기획위원회 위원장
- 2013년 8월 ~ 2014년 5월: 제19대 국회 예산결산특별위원회 위원
- 2013년 10월 ~ 2014년 5월: 제19대 국회 국방위원회 간사
- 2014년 6월 ~ 2016년 5월: 제19대 국회 농림축산식품해양수산위원회 위원
- 2015년 8월 ~ 2016년 5월: 새누리당 원내부대표
- 2015년 8월 ~ 2016년 5월: 제19대 국회 운영위원회 위원
- 2016년 5월 ~ 2017년 2월: 제20대 국회의원 (경북 상주시 군위군 의성군 청송군)
- 2016년 6월 ~ 2017년 2월: 제20대 국회 전반기 국토교통위원회 위원
- 2017년 2월: 의원직 상실

## 상훈
- 1987년 보국훈장 삼일장
- 2005년 보국훈장 천수장
- 2010년 보국훈장 국선장
- 2010년 향군 대휘장
- 2014년 국정감사 NGO모니터단 국정감사 우수의원
- 2015년 법률소비자연맹 국회의원 헌정대상
- 2016년 법률소비자연맹 제19대 국회 종합헌정대상

## 논란

### 15사단장 재임시 비리
공병대대 중령 김영*비리에 연루되어 사단장 보직해임되었으나 중장진급함

### 배우자의 20대 총선 금품살포 논란
20대 총선에서 배우자가 당원에게 지지를 부탁하며 금품 300만원을 건네고 또다른 당원에게 전화홍보를 부탁하며 300만원의 금품을 건넨 혐의로 정치자금법위반으로 기소되어 1심에서 징역1년에 집행유예2년이 선고되었다.재판부는 “피고인은 현역 국회의원 배우자로서 선거운동과 관련한 금품제공과 기부행위가 금지돼 있음을 누구보다 잘 아는데도 범행을 저질렀고, 수사가 개시되자 범행을 은폐하거나 책임 전가를 시도하고 납득이 어려운 변명으로 책임을 회피하려는 태도를 보이고 있어 죄책을 엄중히 물어야 마땅하다”고 밝혔다. 이에 항소하였으나 항소심에서도 기각되었다. 항소심 재판부는 "이씨는 20대 선거를 앞두고 선거운동 대가로 금품을 제공해 공직선거법에 정면 배치돼 죄질이 가볍지 않다"며 "수사 개시 후 범행을 은폐하고 책임을 전가하려 한 의혹이 있어 죄를 엄정히 묻지 않을 수 없다"고 밝혔다. 이후 대법원에서 김종태 의원 부인의 집행유예가 확정되어, 의원직을 상실하였다.

## 박근혜 최순실 게이트
박근혜 최순실 게이트로 인한 촛불집회를 "종북 좌파 세력이 조직적이고 치밀하게 움직이고 있다"고 평가했다.
http://www.hani.co.kr/arti/politics/assembly/772578.html?_fr=mt2

## 역대 선거 결과
|  | 60.60% |

|  | 77.65% |

|  | 22.70% |